# Thuidium austro-serpens
Thuidium austro-serpens là một loài rêu trong họ Thuidiaceae. Loài này được (Müll. Hal.) Kindb. mô tả khoa học đầu tiên năm 1891.